# Ácido urocánico
El ácido urocánico es un intermediario en el catabolismo de la L-histidina.

## Metabolismo
Se forma a partir de la L-histidina a través de la enzima histidina amoníaco liasa (también conocida como histidasa o histidinasa) por medio de la eliminación de una molécula de amoníaco.
En el hígado, el ácido urocánico se trasnforma en ácido 4-imidazolona-5-propiónico por medio de la enzima urocanato hidratasa (o urocanasa) para ser subsecuentemente transformado en ácido glutámico.

## Significado clínico
La deficiencia hereditaria de urocanasa conduce a niveles elevados de ácido urocánico en orina, una condición conocida como aciduria urocánica.
Se ha atribuido un rol importante en la aparición de dermatitis atópica y asma a la filagrina, un precursor del ácido urocánico presente en la piel.
Se cree que el ácido urocánico podría ser un quimioatractante significativo para el parásito nemátodo Strongyloides stercoralis, en parte debido a los relativamente elevados niveles de este compuesto en las superficies plantares de los pies, el sitio a través del cual a menudo el parásito ingresa al organismo.

## Función
El ácido urocánico puede ser detectado en sudor y piel de los animales, donde, entre otras posibles funciones, actúa como pantalla solar endógena, o fotoprotector contra la el daño inducido por la radiación ultravioleta en el ADN. El ácido urocánico se encuentra principalmente en el estrato córneo de la piel donde posiblemente la mayor parte se deriva del catabolismo de la filagrina (una proteína rica en histidina). Cuando se expone a la radiación UVB, el ácido trans-urocánico se convierte tanto in vitro como in vivo en su isómero cis. Esta forma cis es conocida por ser activadora de las linfocitos t reguladores.
Algunos estudios le atribuyen a la filagrina un importante rol en el mantenimiento de la ligera acidez de la superficie de la piel, a través de un mecanismo de degradación que conduce a la formación de histidina y subsecuentemente a ácido trans-urocánico, sin embargo otros han mostrado que la cascada filagrina-histidina-ácido urocánico no es esencial para la acidificación de la piel.

## Historia
El ácido urocánico fue ailsado por primera vez en 1874 por el bioquímico alemán Max Jaffé a partir de la orina de un perro,  de ahí el nombre (en latín: urina = orina, y canis = perro).

## Enlaces external
- The Online Metabolic and Molecular Bases of Inherited Disease - Chapter 80 - An overview of disorders of histidine metabolism, including urocanic aciduria.

- Datos: Q30536